# 206e brigade de chars
« 206e régiment de chars » redirige ici. Pour les articles homonymes, voir 206e régiment.
La 206e brigade de chars (en russe : 206-я танковая бригада), est une unité blindée de l'Armée rouge pendant la Seconde Guerre mondiale. Stationnée en Extrême-Orient soviétique, elle participe à l'offensive soviétique de Mandchourie. Après guerre, devenu un régiment, elle rejoint la 14e division mécanisée avant d'être dissoute en 1958.

## Histoire

### Seconde Guerre mondiale
La 206e brigade de chars est formée en avril 1942 au sein du front de Transbaïkalie,. Elle compte 10 chars KV et 20 chars MK-3 (Valentine) et rejoint la gare (ru) de Borzia (ou la région de Tchita, selon d'autres sources). Début juin 1942, elle part pour la région de Choybalsan en Mongolie puis le 16 rejoint les environs du lac Khara-Nour (ru).
En juillet 1943, elle compte, sept T-34, deux MK-2 (Matilda) et onze MK-3 (Valentine).
À partir du 9 août 1945, la brigade participe à l'offensive à travers le Grand Khingan contre les Japonais avec la 39e armée du front de Transbaïkalie. La brigade forme l'avant-garde de l'attaque du 113e corps de fusiliers, au côté de la 44e brigade de chars qui précède le 5e corps de fusiliers de la Garde. À la fin du premier jour, l'avance des deux brigades se révèle plus profonde que prévu et elles atteignent les environs de Dzourkine Haroul le premier soir. Progressant ensuite dans le même axe que la 61e division de chars, la brigade parvient à Ulan Hot (Wangyehmiao) le 12 août. Le 15 août, la manœuvre audacieuse de la 39e armée est parvenue à couper les arrières japonais, obtenant en six jours ce que le commandement soviétiques espérait atteindre en trois fois plus de temps.
Pour son action, la 206e brigade est récompensée le 20 septembre 1945 par le titre honorifique « du Khingan » (en russe : Хинганская, Khinganskaïa).

### Guerre froide
La brigade est transformée en novembre 1945 en 206e régiment de chars (no  d'unité 06133), rattaché à la 14e division mécanisée, stationnée à Nertchinsk.
La division est transformée en 89e division de fusiliers motorisés le 4 juin 1957. Devenu l'unique régiment de chars de la division, le 206e régiment est dissous en même temps que sa division, le 1er juillet 1958.